# Stuttgarter Sezession
Die Stuttgarter Sezession (auch Secession geschrieben) war eine deutsche Künstlergruppe von Malern und Bildhauern, die sich im Frühjahr 1923 vom Stuttgarter Künstlerbund aufgrund dessen veralteten Führungsstils und seiner konservativen Kunstpolitik abspaltete. Die Gestaltung der Ausstellungen war der wesentliche Streitpunkt, der zu dieser Abspaltung führte, welche sich im Namen an frühere Abspaltungen (= Secessionen) von Künstlergruppen anlehnte.

## Geschichte
Gründungsmitglieder der Sezession waren die Akademielehrer Heinrich Altherr und Arnold Waldschmidt, die Kunstgewerbeschule-Lehrer Alfred Lörcher und Bernhard Pankok und die freien Künstler Reinhold Nägele, Ernst H. Graeser und Jakob Wilhelm Fehrle.
Heinrich Altherr war von 1923 bis 1928 der erste Vorsitzende. Seine Persönlichkeit prägte und dominierte die Stuttgarter Sezession geistig.
1933 wurde die Künstlervereinigung im Zuge der nationalsozialistischen Gleichschaltung praktisch aufgelöst.
Formal existierte sie allerdings noch bis Anfang 1937. Das endgültige Aus kam Ende 1937 durch die Säuberungsaktion der Nationalsozialisten in der Staatlichen Gemäldegalerie in Stuttgart, bei der zahlreiche Werke der Mitglieder und Ausstellungsteilnehmer entfernt und zerstört wurden.
1947 wurde die „Stuttgarter Sezession“ neu gegründet und existierte ohne eigene Ausstellungsmöglichkeiten bis 1967. Ihr letzter Vorsitzender war seit 1954 Peter Jakob Schober.

## Einige Mitglieder und Ausstellungsteilnehmer
Die bekannteren Mitglieder der Stuttgarter Sezession sind im Folgenden aufgelistet:
- Max Ackermann
- Theo Aeckerle
- Heinrich Altherr
- Willi Baumeister
- Hermann Bäuerle
- Albert Birkle
- Jakob Bräckle
- Eugen Ehmann
- Hermann Erlenbusch
- Anna Fehrle
- Jakob Wilhelm Fehrle
- Franz Frank
- Hans Gassebner
- Tell Geck
- Walter Gutbrod
- Manfred Henninger
- Julius Herburger
- Lily Hildebrandt
- Hedwig Jessen
- Paul Kälberer
- Ida Kerkovius
- Immanuel Knayer
- Walter Kohler
- Alfred Lörcher
- Käthe Loewenthal
- Otto Luick
- Hans Molfenter
- Rudolf Müller
- Reinhold Nägele
- Rolf Nesch
- Bernhard Pankok
- Hans Purrmann
- Hermann Rombach
- Adolf Valentin Saile
- Käte Schaller-Härlin
- Leonhard Schmidt
- Peter Jakob Schober
- Gertrud Koref-Musculus Stemmler
- Karl Stirner
- Georg Alfred Stockburger
- Hans Gottfried von Stockhausen
- Arnold Waldschmidt
- Olga Waldschmidt
- Ernst Wanner
- Kurt Weinhold
- Rudolf Yelin

## Ausstellungen
- 1923 – 1. Ausstellung (Stuttgarter Sezession), Kunstgebäude Stuttgart
- 1924 – 2. Ausstellung (Stuttgarter Sezession), Haus auf dem Gelände der Bau-Ausstellung, Stuttgart
- 1926 – 3. Ausstellung (Stuttgarter Sezession), Kunstgebäude Stuttgart
- 1927 – 4. Ausstellung (Stuttgarter & Berliner Sezession), Kunstgebäude Stuttgart
- 1928 – 5. Ausstellung (Stuttgarter & Badische Sezession), Kunstgebäude Stuttgart
- 1929 – 6. Ausstellung (Stuttgarter & Münchner Neue Sezession), Kunstgebäude Stuttgart
- 1931 – Sammelausstellung (Münchner Neue & Stuttgarter Sezession), Glaspalast, München
- 1932 – 7. Ausstellung (Stuttgarter & Münchner Neue Sezession), Kunstgebäude Stuttgart
- 1947 – Neugründung 1. Ausstellung (Stuttgarter Sezession), Künstlerhaus „Sonnenhalde“, Stuttgart

## Quelle
- Stuttgarter Sezession, 1923-1932, 1947 Ausstellungskatalog, Galerie Schlichtenmaier, Städtische Galerie Böblingen 1987